# Maromica
Maromica (ros. Маромица) – osiedle w Rosji, w obwodzie kirowskim, w rejonie sparińskim. W 2010 liczyło 1493 mieszkańców.